# 椎野信次
椎野 信次（しいの しんじ、1883年〈明治16年〉11月 - 没年不明）は、大正から昭和時代前期の政治家、鉄道官僚。大阪府布施市長。

## 経歴
椎野法義の二男として、山形県米沢に生まれる。1909年（明治42年）東京帝国大学法科大学政治科を卒業し鉄道院に奉職する。書記を経て1924年（大正13年）3月、札幌鉄道局運輸課長となったのち官界を去り、同年9月、大阪市役所に入る。大阪市電気局庶務部経理課長、大阪市副収入役、同市収入役を経て、1938年（昭和13年）12月、布施市長に就任した。